# Deutscher Diabetiker Bund
Der Deutsche Diabetiker Bund e.V. (DDB) ist die älteste Selbsthilfeorganisation für Diabetiker in Deutschland. Die Organisation ist ein eingetragener, gemeinnütziger Verein (e. V.) mit Bundesgeschäftsstelle in Berlin und 5 Landes- und 3 Regionalverbänden. Der Deutsche Diabetiker Bund agiert im Interesse des Patienten bundesweit, nimmt eine Wächter- und Notarfunktion wahr, die die Lebens- und Versorgungsqualität des Patienten in den Mittelpunkt stellt.

## Geschichte
Der Verein wurde im Januar 1931 in Berlin durch Erich Otto Erdmenger gegründet, der auch erster Vorsitzender wurde. Erdmenger wollte die Belange der Betroffenen gesellschaftlich und vor allem gegenüber den Krankenkassen und der Politik stärken., Zudem gab der DDB kostenlos Hilfestellungen und Beratungen. Erdmenger gab unter dem Titel Wir Zuckerkranken eine Zeitschrift heraus, die zum zentralen Organ des DDB wurde und ebenfalls umsonst an die Mitglieder ausgegeben wurde. In der Zeit des Nationalsozialismus wurde die Arbeit des DDB nach und nach eingeschränkt, bis er schließlich im Jahr 1934 in die Nationalsozialistische Volkswohlfahrt eingegliedert wurde. Zudem wurde der Bund nach dem Führerprinzip umgestaltet. Unter dem neuen Vorsitzenden Fritz Freitag wurde die Zielrichtung der Vereinsarbeit der veränderten politischen Ausrichtung angepasst. Die Orientierung an Bedürfnissen und Möglichkeiten der Menschen mit Diabetes trat in den Hintergrund. Stattdessen wurde insbesondere in den Kriegsjahren den ein Schwerpunkt auf die Erhaltung der Leistungs- und Arbeitsfähigkeit gelegt.

### Neugründung
In den frühen 1950er Jahren trat die Perspektive des Patienten in der Behandlung chronischer Erkrankungen wieder stärker in den Vordergrund. Somit wuchs auch das Interesse Betroffener an neuen Formen der Selbstorganisation. Im Jan. 1951 gründete sich der DDB unter dem Journalisten Robert Beining neu. Er fungierte auch als Herausgeber der Vereinszeitschrift „Der Diabetiker“, die im Mainzer Kirchheim-Verlag erschien. Die Zeitschrift legte einen Fokus auf die Vorstellungen und Bedürfnisse der Patienten. Ab dem Jahr 1956 wurde zum Beispiel das Themenfeld der Sexualität von Menschen mit Diabetes durch „Der Diabetiker“ in den Blick der Öffentlichkeit gebracht.

### Umstrukturierung
Beining orientierte sich beim Aufbau des DDB an der zentralistischen Ausrichtung früherer Jahre. Erst seit den 1970er Jahren wurden die zwischenzeitlich 13 Landesverbände des DDB rechtlich selbstständig, seit dem Jahr 1998 unter einem bundeseinheitlichen Logo. Zum 1. Juni 2012 traten die Landesverbände Bremen, Rheinland-Pfalz und Nordrhein-Westfalen aus dem DDB aus und haben sich als Landesverbände dem Verein Deutsche Diabetes-Hilfe – Menschen mit Diabetes (DDH-M) angeschlossen.
Der Landesverband Schleswig-Holstein trat dem Verein Deutsche Diabetes-Hilfe – Menschen mit Diabetes (DDH-M) zum 1. Juli 2013 als Landesverband Nord bei und kündigte entsprechend die Mitgliedschaft im DDB zum 31. Dezember 2013 auf. Daran schloss sich ein komplexer Rechtsstreit an, der sich fast zwei Jahre hinzog. Ein beim DDB verbliebenes Mitglied des ehemaligen DDB-Landesverbandes hatte Klagen erhoben, diese aber schließlich im Frühjahr 2015 gänzlich fallengelassen.
Der DDB ist mit seinen Landes- und Regionalverbänden weiterhin deutschlandweit vertreten, wurde aber inzwischen entscheidend umstrukturiert. Im Jahr 2016 hat sich die Deutsche Diabetes Föderation (DDF) gegründet, der u. a. die DDB Landesverbände Hessen, Thüringen und Baden-Württemberg beitraten. Der ehemalige Berliner Landesverband ist inzwischen als Diabetiker Bund Berlin e. V. selbständig und ebenfalls in der DDF organisiert. Es erfolgte keine Neuaufstellung eines Berliner Landesverbandes, sondern die Einrichtung des DDB Regionalverbandes Nord der in der Geschäftsstelle in Berlin angesiedelt ist. Zum 31. Dezember 2016 ist auch der Landesverband Niedersachsen aus dem DDB ausgetreten und der DDF beigetreten. Seitdem gehört Niedersachsen zum genannten Regionalverband Nord, so wie Schleswig-Holstein, Bremen, Hamburg und Mecklenburg-Vorpommern. Von Berlin aus werden auch die Regionalverbände Baden-Württemberg, Bayern, Hessen, Nordrhein-Westfalen und Rheinland-Pfalz verwaltet. Die rechtlich selbstständigen Landesverbände Brandenburg, Saarland, Sachsen, Sachsen-Anhalt und Rheinland-Pfalz haben jeweils eigene Geschäftsstellen. 

## Forderungen
- eine verbesserte Aus- und Weiterbildung der Ärzte und die offizielle Facharztbezeichnung „Diabetologe“;
- regelmäßige obligatorische Fortbildung mindestens alle 2 Jahre;
- die lückenlose Dokumentation der Behandlungsziele und -ergebnisse im „Gesundheits-Pass Diabetes“;
- mehr Fördergelder zur Erforschung der Früherkennung des Diabetes mellitus;
- mehr Forschungsgelder zur Verhinderung von diabetesbedingten Folgeerkrankungen;
- eine aktivere Gesundheitspolitik zur Verbesserung der ärztlichen Versorgung aller Diabetiker.

## Strukturen
Anfang des Jahres 2002 gründete der Deutsche Diabetiker Bund die Deutsche Diabetiker Akademie (DDA) als interne Weiterbildungseinrichtung für seine ehrenamtlichen Mitglieder. Außer einer Festigung und Vertiefung des medizinischen Grundlagenwissens wird die Philosophie des DDB für die praktische Arbeit in einer Non-Profit-Organisation vermittelt. Angestrebt wird, ein Zertifikat als Moderator des Deutschen Diabetiker Bundes zu verankern.
Mit dem Zentrum für jugendliche Diabetiker in Lüdenscheid als Stammhaus und dem Kinder- und Jugendhaus „An der alten Glockengießerei“ in Apolda unterhält der Deutsche Diabetiker Bund e. V. als Hauptgesellschafter des Hilfswerk für jugendliche Diabetiker gGmbH zwei besondere stationäre Einrichtungen für Kinder und Jugendliche mit Diabetes-Erkrankung, die in ihrem familiären Umfeld nicht die nötige Fürsorge erhalten können.
Die DDB e.V. ist zum 31. Dezember 2019 als Gesellschafter der "Hilfswerk für jugendliche Diabetiker gGmbH" durch Übertragung seiner Anteile ausgeschieden.

## Mitgliedschaften
Die Organisation war Gründungsmitglied des nationalen Dachverbands Deutsche Diabetes-Union (DDU) und über diese im weltweiten Zusammenschluss International Diabetes Federation (IDF) vertreten. Die DDU hat sich im Jahre 2008 jedoch aufgelöst, somit endete auch die Vertretung bei der IDF. Außerdem hat sie zu gleichen Teilen 1985 mit der Deutschen Diabetes-Gesellschaft (DDG), dem Verband der Diabetes-Ärzte, die Deutsche Diabetes-Stiftung (DDS) gegründet.
Im Jahr 2010 wurde in der Meininger Erklärung eine Zusammenarbeit zwischen diabetesDE und dem DDB vereinbart. Die Bundesdelegiertenversammlung entscheidet sich aber gegen diese Zusammenarbeit, um unabhängiger Vertreter der Patienten zu bleiben.
Des Weiteren ist der Verein in den Dachverbänden Bundesarbeitsgemeinschaft (BAG Selbsthilfe) für Menschen mit Behinderung und chronischer Erkrankung und ihren Angehörigen e. V. sowie Deutscher Paritätischer Wohlfahrtsverband (DPWV).